# Конча Катерина Йосипівна
Катери́на Йо́сипівна (за іншими даними Олена Олександрівна) Ко́нча, у шлюбі Гончаревська; бл.1860 — ?) — оперна співачка (лірико-драматичне сопрано) і педагог. Викладала в Музично-драматичній школі М. Лисенка.

## Життєпис
Закінчила Петербурзьку консерваторію (викладач — К. Еверарді). В Італії навчалась у Ф. Ламперті й К. Ферні-Джіральдоні.
1884—1885 — солістка Маріїнської опери.
1885—1886, 1887—1888 — солістка Тифліської опери.
1886—1887 — солістка Київської опери.
1889—1890 — виступала в Панаєвському театрі (приватна опера в Санкт-Петербурзі).
1890—1891 — солістка Казансько-Саратовського оперного товариства.
1893—1894 — виступала в Опері Кононова в Петербурзі.
Володіла рівним, легким і в той же час сильним голосом широкого діапазону, блискучою вокальною школою.
Від 1904 — викладач Музично-драматичної школи М. Лисенка в Києві.

## Партії
- Валентина («Гугеноти» Мейєрбера)
- Маргарита («Фауст» Гуно)
- Наташа («Русалка» Даргомижського)
- Тетяна, Марія, Наталія («Євгеній Онєrін», «Мазепа», «Опричник» Чайковського)
- Розіна («Севільський цирульник» Россіні)